# Thyasira Hill
Der Thyasira Hill ist ein rund 60 m hoher und markanter Hügel auf Snow Hill Island südlich der Nordspitze der Antarktischen Halbinsel. Auf der Spath-Halbinsel ragt er aus einer Gruppe kleiner Hügel 250 bis 300 m südlich der Schutzhütte auf, die Teilnehmer der Schwedischen Antarktisexpedition (1901–1903) unter der Leitung Otto Nordenskjölds errichtet hatten.
Das UK Antarctic Place-Names Committee benannte ihn 1995 nach der erstmals 1890 beschriebenen Muschelart Thyasira townsendi, deren Fossilien hier in größerer Zahl gefunden wurden. 